# Yúliya Balykina
Yúliya Balykina (en bielorruso: Юлія Уладзіміраўна Балыкіна; Bulgan, Mongolia, 12 de abril de 1984 - Minsk, Bielorrusia, 28 de octubre de 2015) fue una atleta bielorrusa nacida en Mongolia que disputaba la prueba de 100 metros.

## Biografía
Disputó los Juegos Olímpicos de Londres 2012 en la prueba de 100 metros. Corrió en la segunda serie, quedando en séptima posición con un tiempo de 11.70, y quedando en la posición 47 del sumario, quedando así eliminada para las semifinales. También disputó la prueba de 4 x 100 metros junto a Alina Talay, Katsiaryna Hanchar, y Elena Danilyuk-Nevmerzhytskaya, haciendo una marca total de 43.90 y quedando por lo tanto eliminada para la final. Balykina dio positivo de drostanolone en un control antidopaje fuera de competición en junio de 2013, siendo por lo tanto retirada de los campos de atletismo por dos años. Su período de castigo finalizó el 24 de julio de 2015.
El 16 de noviembre de 2015 fue encontrada muerta en Minsk a los 31 años de edad. Balykina desapareció el 28 de octubre y su cuerpo no fue encontrado hasta el 16 de noviembre, en un bosque próximo a la capital bielorrusa y envuelta en plástico. El exnovio de Yúliya se declaró asesino poco después.

## Marcas personales
| Evento     | Mejor | Competición                             |
| ---------- | ----- | --------------------------------------- |
| 100 metros | 11.39 | Campeonato Europeo de Atletismo de 2012 |